# Josef Gabriel d.Ä.
Josef Gabriel numit d.Ä. (n. 1853, Carani, Banat - d. 1927) a fost un poet de limba germană, șvab, care a scris în dialectul șvăbesc.
A urmat școala primară în Carani, Timiș, care pe atunci se numea Mercydorf, după care a trebuit să muncească în gospodăria părinților săi și să participe la munca câmpului. A continuat să studieze limba germană singur. La vârsta de 21 de ani a publicat primele poezii. A lucrat în ferma părintească și a scris poezii întreaga viață.
În istoria literaturii de limbă germană este cunoscut ca  Josef Gabriel d. Ä. (der Ältere, „cel bătrân”), spre a-l deosebi de nepotul său, tot poet de limbă germană, Josef Gabriel d.J. (der Jüngere, „cel tânăr”).
Iată o poezie a sa din culegerea „Schwowische Gsätzle ausm Banat”, redactată și prefațată de Karl Streit și Josef Zirenner, apărută la Timișoara în 1969:
 's gibt vielerlei Narre!
Ich well Euch Leit uf dere Welt 

Ke Menschekind verachte, 

Nor Narre gebt es mancherlei, 

Wann mr's tut gnau betrachte.
Der een is geizich, hängt am Geld, 

Versperrt's un hiits em Kaschte, 

Gunnt sich drvun ke Troppe Wein 

Un tut sich mager faschte.
Manch anrer wieder lebt zu leicht, 

Ke Kummer macht ihms Borche, 

Un wieder eener werd fruh alt, 

Griet grooi Hoor von Sorche.
Dort laaft der een de Haase noch, 

Do zittert eene uf Karte, 

Manch anner sucht bei Weibsleit Freed, 

Werd närrisch uf solchi Arte.
Ich well jo jedi Närrschkeit net, 

Die noch vorkummt, vergleiche 

Un oftmals macht de bravschte Mann 

Mitunner dummi Streiche.
Es losst am allerbeschte Mensch 

Zuletscht sich was bemängle, 

Drom welle mr ger Ricksicht han, 

Em Himmel gebts nor Engle. 

## Scrieri
- Schwowische Gsätzle ausm Banat. Gedichte in Banater schwäbischer Mundart, Verlag des Hauses für Volkskunstschaffen, Temesvar, 1969.
- Ausgewählte Werke, Josef Gabriel d. Ä./Josef Gabriel d. J, Freiburg i. Br.,1985.